# Дарлаг
Уезд Дарлаг (кит. упр. 达日县, пиньинь Dárì xiàn, палл. Дажи сянь, тиб. དར་ལག་རྫོང་, Вайли: dar lag rdzong, тиб. пиньинь: Tarlag zong) — уезд Голог-Тибетского автономного округа провинции Цинхай (КНР).

## История
Уезд был создан в марте 1955 года, и вошёл в состав Голог-Тибетского автономного района (果洛藏族自治区) окружного уровня. Позднее в том же году Голог-Тибетский автономный район был переименован в Голог-Тибетский автономный округ.

## Административное деление
Уезд Дарлаг делится на 1 посёлок и 9 волостей.